# 17. zongoraverseny (Mozart)
Wolfgang Amadeus Mozart 17., G-dúr zongoraversenye a Köchel-jegyzékben 453 szám alatt szerepel, és a Ployer II. melléknevet viseli.

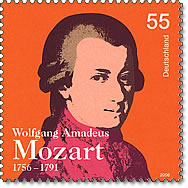
Mozart ábrázolás bélyegen

## Keletkezése-története
Mozart saját feljegyzése szerint, a versenyművet 1784. április 12-én fejezte be, és tehetséges tanítványának, Barbara Ployernek ajánlotta. A mű premierjének időpontja bizonytalan. Egyes vélemények szerint maga Ployer kisasszony mutatta be a művet 1784. június 13-án, az apja döblingi házában rendezett koncerten. Michael Lorenz szerint Mozart soha nem várt két hónapot elkészült műve bemutatására. Feltételezése szerint a művet a Kärntnertortheaterben Regina Strinasacchi szólójával 1784. április 29-én mutatták be.

## Szerkezete, jellemzői
A mű a partitúra szerint zongorára, fuvolára, két oboára, két basszetkürtre, két kürtre és vonósokra íródott.
Tételei:
1. Allegro
2. Andante (C dúrban)
3. Allegretto – Presto

Az első tétel a franciás indulózenék típusába tartozik, de feszes tartását a kíséret egyenletes, szaggatott nyolcadmozgása kecsessé oldja. A lassú tétel megindító, beszédes egyszerűségét fél évszázaddal később Robert Schumann zongoramuzsikájában leljük fel ismét. A finálé népies bája már nem annyira az olasz buffo operáknak, mint inkább a német Singspieleknek köszönheti eredetét. Johannes Brahms két kadenciát írt a műhöz,(WoO 13).

## Ismertség, előadási gyakoriság
Hangversenyen, hanglemezen, vagy elektronikus médiákban viszonylag gyakrabban hallgatható darab. 2006 -ban, a Mozart-év kapcsán a Magyar Rádió Bartók Rádiójának Mozart összes művét bemutató sorozatában hallható volt, a zongoraszólamot Alfred Brendel játszotta, a St. Martin-in-the-Fields Kamarazenekart Neville Marriner vezényelte.